# توماس دادلی کابوت
توماس دادلی کابوت (Thomas Dudley Cabot) (زادهٔ اول مه ۱۸۹۷- درگذشته ۸ ژوئن ۱۹۹۵)، تاجری آمریکایی بود. او همچنین به‌عنوان مدیر دفتر امور امنیت بین‌الملل وزارت امور خارجه ایالات متحده فعالیت کرد.

## اوایل زندگی
کابوت در کمبریج، ماساچوست چشم به جهان گشود. پدرش، گادفری لاون کابوت، بنیان‌گذار شرکت کابوت و فردی نوع‌دوست بود. مادرش، ماریا مورز کابوت بود. کابوت را به افتخار توماس دادلی، فرماندار مستعمرهٔ خلیج ماساچوست به این نام نهادند که امضاکنندهٔ منشور تأسیس کالج هاروارد بود. دوتا از خواهران و برادرانش، جان مورز کابوت (زادهٔ ۱۹۰۱)، سفیر ایالات متحده در سوئد، کلمبیا، برزیل و لهستان در طول دوران ریاست‌جمهوری آیزنهاور و کندی و الینور کابوت از املاک الینور کابوت برادلی بودند.
کابوت در سال ۱۹۱۳ از مدرسهٔ براون و نیکولز فارغ‌التحصیل شد. او بعضی از دوره‌های آموزشی را در بوستون تک (که اکنون به‌نام مؤسسهٔ فناوری ماساچوست شناخته می‌شود) و مدرسهٔ پرواز کورتیس گذراند و مربی پرواز در طول جنگ جهانی اول در کلی فیلد در سپاه سیگنال ارتش ایالات متحده شد. کابوت در سال ۱۹۱۹ با درجهٔ عالی کارشناسی مهندسی از دانشگاه هاروارد فارغ‌التحصیل شد.

## حرفه
کابوت به‌محض فراغت از تحصیل، فعالیت خود را در شرکت کابوت که پدرش پایه‌گذاری کرده بود، آغاز کرد. او از سال ۱۹۲۲ تا ۱۹۶۰، مدیرعامل کابوت بود و در این سال، از کنترل فعال و مستمر این شرکت دست کشید و به‌عنوان مدیر بازنشسته به دفتر خود در بوستون رفت و تا زمان وفات در آنجا فعالیت کرد.
کابوت همچنین یکی از مدیران قدیمی شرکت یونایتد فروت بود و در سال ۱۹۴۸ به امید اصلاحات به ریاست این شرکت رسید، اما در سال ۱۹۴۹ استعفا داد. برادرش جان مورز کابوت نیز مانند عضو دیگر خانواده، هنری کابوت لادج، یکی از سهامداران اصلی یونایتد فروت بود. هنری کابوت لادج نیز روزگاری مدیر یونایتد فروت بود.
در سال ۱۹۵۱، کابوت در دولت ترومن، مدیر دفتر امور امنیت بین‌الملل وزارت امور خارجه ایالات متحده بود؛ او برای وزارت امور خارجه دربارهٔ فعالیت‌های ناتو سخنرانی کرد، مسئول یکی از برنامه‌های ایالات متحده برای مسلح‌نمودن هم‌پیمانان در سراسر جهان بود و بر پرداخت ۶ میلیارد دلار کمک اقتصادی و نظامی خارجی نظارت داشت. در سال ۱۹۵۳، او همچنین در مقام مشاور در یک هیئت سیاسی توسعهٔ ویژه در مصر خدماتی ارائه داد.
در سال ۱۹۶۰، یک مجموعهٔ پوششی سازمان اطلاعات مرکزی، به‌نام شرکت کشتی بخار جبل‌الطارق (که اصلاً هیچ کشتی بخاری نداشت و کابوت ریاستش را برعهده داشت)، رادیو سوان را در جزیرهٔ سوان خریداری و پایه‌گذاری کرد. این رادیو، عملیاتی سیاه و پنهانی برای جذب پشتیبانانی برای سیاست‌های ایالات متحده و بدنام‌کردن فیدل کاسترو بود.
کابوت، برادرش جان مورز کابوت، یکی دیگر از اعضای خانواده به‌نام هنری کابوت لادج جی آر و پسر کابوت، لویس ولینگتون کابوت، همگی اعضای شورای روابط خارجی بودند که در سال ۱۹۹۲ منصوب شدند.

### فعالیت بشردوستانه
کابوت همچنین در هیئت ناظران هاروارد فعالیت کرد و در آنجا، مدیر انجمن فارغ‌التحصیلان و یکی از خیرین مهم دانشگاه بود. در سال ۱۹۷۰، او مدال و دکترای افتخاری حقوق دانشگاه هاروارد را دریافت نمود. در سال ۱۹۸۵، ساختمان کابوت هاروارد به افتخار کابوت و همسرش نام‌گذاری شد. مجموعهٔ علوم کابوت نیز به افتخار آن‌ها نام‌گذاری شده‌است.
کابوت روابط تنگاتنگی با شرکت MIT داشت. او بیشترین سابقهٔ شغلی در شرکت MIT داشت و ۴۹ سال متوالی در آنجا فعالیت کرد. در سال ۱۹۵۱، کابوت به‌عنوان یکی اعضای مادام‌العمر و در سال ۱۹۷۲ به‌عنوان عضو بازنشستهٔ مادام‌العمر این شرکت انتخاب شد. او در بسیاری از کمیته‌های دائمی و موقتی شرکت MIT فعالیت داشت.
در سال ۱۹۶۰، او صندوق بورس تحصیلی توماس دادلی کابوت را در MIT پایه‌گذاری کرد و در سال ۱۹۷۷، اعضای خانواده‌اش با اعطای کرسی مؤسسهٔ توماس دادلی کابوت، از او تقدیر کردند. در سال ۱۹۸۶، او و همسرش کرسی توماس دی و ویرجینیا دبلیو. کابوت را به‌دنبال میراث خوانوادگی‌اش در مشارکت در MIT پایه‌گذاری کردند. پدربزرگ او، دکتر ساموئل کابوت، شهروند بوستون بود که از تأسیس MIT پشتیبانی کرد. پدرش، گادفری ال کابوت، در سال ۱۸۸۱ از MIT فارغ‌التحصیل شد. گادفری ال کابوت همچنین با پایه‌گذاری صندوق انرژی خورشیدی گادفری ال کابوت از این مؤسسه پشتیبانی کرد.

### آثار مکتوب
- کوئیک واتر و اسموت: راهنمای قایقرانی در رودخانه‌های نیوانگلند، ۱۹۳۵
- گدایی سوار بر اسب: خودزندگی‌نامهٔ توماس دی. کابوت، ۱۹۷۹
- اولیندا: میراث یک قایق‌سوار یانکی، ۱۹۹۱

## زندگی شخصی
کابوت به مدت ۷۵ سال، از سال ۱۹۲۰ تا زمان وفاتش در سال ۱۹۹۵، با همسرش ویرجینیا ولینگتون زندگی کرد. آن‌ها هفتادوپنج سال در وستون ماساچوست ساکن بودند و صاحب پنج فرزند شدند: لوئیس ولینگتون کابوت، تاجر، بشردوست، رئیس پیشین بانک فدرال رزرو بوستون، توماس دادلی کابوت جی. آر، رابرت مورز کابوت، دکتر ادموند بیلینگز کابوت، ستاره آندوور و جراح بازنشسته، و لیندا کابوت بلک، بنیان‌گذار شرکت اپرای بوستون و اپرای نیوانگلند. او در دههٔ نهم زندگی‌اش به‌دلیل بروز حادثه‌ای در اسکی در فضای باز، بینایی یکی از چشم‌هایش را از دست داد، اما اشتیاقش برای ادامهٔ زندگی هیجان‌انگیز فروکش نکرد. او و همسرش هنگام کوه‌پیمایی در کلرادو، هفتادوپنجمین سالگرد ازدواج خود را جشن گرفتند. آن‌ها همچنین ۲۹ نوه و ۲۳ نتیجه داشتند. در سال ۱۹۹۷، ویرجینیا کابوت در ساختمان فیلیپس در بیمارستان عمومی ماساچوست در بوستون درگذشت. او در زمان فوت ۹۷ سال داشت.